# 100 лучших героев и злодеев по версии AFI
100 лучших героев и злодеев по версии AFI (AFI’s 100 Years…100 Heroes and Villains) — список ста самых великих кинематографических злодеев и героев (по пятьдесят), опубликованный Американским институтом киноискусства в июне 2003 года. Список был представлен на канале CBS специально приглашённым Арнольдом Шварценеггером, персонаж которого робот-терминатор T-800 занял в списке сразу два места: № 48 как герой и № 22 как злодей.
Первое место среди героев занял юрист Аттикус Финч из фильма 1962 года «Убить пересмешника» режиссёра Роберта Маллигана. Список злодеев возглавил судебный психиатр, серийный убийца и каннибал Ганнибал Лектер из фильма «Молчание ягнят», снятого в 1991 году Джонатаном Демми. Оба актёра, сыгравшие этих персонажей, — соответственно Грегори Пек и Энтони Хопкинс — были награждены премией «Оскар» за лучшую мужскую роль.
Персонажи из четырёх фильмов — «Молчание ягнят», «Эта прекрасная жизнь», «Бэтмен» и «Список Шиндлера» — числятся в обоих списках. Интересно, что и герой и злодей из фильма «Список Шиндлера» находятся на 13 местах.
В списке есть несколько персонажей, не являющихся людьми: среди героев это собака Лесси, киборг T-800, инопланетянин Супермен, а среди злодеев — акула из фильма «Челюсти», T-800, компьютер HAL 9000, марсиане из «Войны миров» и Чужой.
В списках три персонажа мультфильмов — злодеи из лент студии Disney — Злая королева, Стервелла Де Виль и Человек (Охотник из «Бэмби»; единственный в списке персонаж, не появляющийся на экране).

## Список
|    | Герои                                                                                    | Злодеи |
| 1  | Аттикус Финч («Убить пересмешника», Грегори Пэк)                                         | Ганнибал Лектер («Молчание ягнят», Энтони Хопкинс)                                                             |
| 2  | Индиана Джонс («Индиана Джонс: В поисках утраченного ковчега», Харрисон Форд)            | Норман Бейтс («Психо», Энтони Перкинс)                                                                         |
| 3  | Джеймс Бонд («Доктор Ноу», Шон Коннери)                                                  | Дарт Вейдер («Звёздные войны. Эпизод V: Империя наносит ответный удар», Дэвид Проуз, голос — Джеймс Эрл Джонс) |
| 4  | Рик Блейн («Касабланка», Хамфри Богарт)                                                  | Злая ведьма Запада («Волшебник из страны Оз», Маргарет Хэмилтон)                                               |
| 5  | Уилл Кейн («Ровно в полдень», Гэри Купер)                                                | Медсестра Рэтчед («Пролетая над гнездом кукушки», Луиза Флетчер)                                               |
| 6  | Клариса Старлинг («Молчание ягнят», Джоди Фостер)                                        | Мистер Поттер («Эта прекрасная жизнь», Лайонел Берримор)                                                       |
| 7  | Рокки Бальбоа («Рокки», Сильвестр Сталлоне)                                              | Алекс Форрест («Роковое влечение», Глен Клоуз)                                                                 |
| 8  | Эллен Рипли («Чужие», Сигурни Уивер)                                                     | Филлис Дитрихсон («Двойная страховка», Барбара Стэнвик)                                                        |
| 9  | Джордж Бейли («Эта прекрасная жизнь», Джеймс Стюарт)                                     | Риган МакНил («Изгоняющий дьявола», Линда Блэр, голос демона — Мерседес Маккэмбридж)                           |
| 10 | Полковник Лоуренс («Лоуренс Аравийский», Питер О'Тул)                                    | Алекс ДэЛардж («Заводной апельсин», Малкольм Макдауэлл)                                                        |
| 11 | Джефферсон Смит («Мистер Смит едет в Вашингтон», Джеймс Стюарт)                          | Майкл Корлеоне («Крёстный отец 2», Аль Пачино)                                                                 |
| 12 | Том Джоуд («Гроздья гнева», Генри Фонда)                                                 | Злая королева («Белоснежка и семь гномов», голос Люсиль Ля Верн)                                               |
| 13 | Оскар Шиндлер («Список Шиндлера», Лиам Нисон)                                            | Амон Гёт («Список Шиндлера», Рэйф Файнс)                                                                       |
| 14 | Хан Соло («Звёздные войны. Эпизод IV: Новая надежда», Харрисон Форд)                     | Чужой («Чужой», Боладжи Бадеджо и Том Вудрафф-мл.)                                                             |
| 15 | Норма Рэй Вебстер («Норма Рэй», Салли Филд)                                              | HAL 9000 («Космическая одиссея 2001 года», голос — Дуглас Рейн)                                                |
| 16 | Шейн («Шейн», Алан Лэдд)                                                                 | Ной Кросс («Китайский квартал», Джон Хьюстон)                                                                  |
| 17 | Гарри Каллахан («Грязный Гарри», Клинт Иствуд)                                           | Энни Уилкес («Мизери», Кэти Бэйтс)                                                                             |
| 18 | Робин Гуд («Приключения Робин Гуда», Эррол Флинн)                                        | Большая белая акула («Челюсти»)                                                                                |
| 19 | Вёрджил Тиббс («Душной южной ночью», Сидни Пуатье)                                       | Капитан Уильям Блай («Мятеж на „Баунти“», Чарльз Лоутон)                                                       |
| 20 | Бутч и Санденс («Бутч Кэссиди и Санденс Кид», Пол Ньюман и Роберт Редфорд)               | Охотник («Бэмби»)                                                                                              |
| 21 | Махатма Ганди («Ганди», Бен Кингсли)                                                     | Миссис Джон Айзелин («Маньчжурский кандидат», Анджела Лэнсбери)                                                |
| 22 | Спартак («Спартак», Кирк Дуглас)                                                         | Терминатор T-800 («Терминатор», Арнольд Шварценеггер)                                                          |
| 23 | Терри Маллой («В порту», Марлон Брандо)                                                  | Ева Харрингтон («Всё о Еве», Энн Бакстер)                                                                      |
| 24 | Тельма Дикинсон и Луиза Сойер («Тельма и Луиза», Джина Дэвис и Сьюзен Сарандон)          | Гордон Гекко («Уолл-стрит», Майкл Дуглас)                                                                      |
| 25 | Лу Гериг («Гордость янки», Гэри Купер)                                                   | Джек Торранс («Сияние», Джек Николсон)                                                                         |
| 26 | Супермен («Супермен» (1978), Кристофер Рив)                                              | Коди Джаррет («Белая горячка», Джеймс Кэгни)                                                                   |
| 27 | Боб Вудворд и Карл Бернстейн («Вся президентская рать», Роберт Редфорд и Дастин Хоффман) | Марсиане («Война миров»)                                                                                       |
| 28 | Присяжный № 8 («12 разгневанных мужчин», Генри Фонда)                                    | Макс Кэди («Мыс страха», Роберт Митчем)                                                                        |
| 29 | Генерал Паттон («Паттон», Джордж Скотт)                                                  | Достопочтенный Гарри Пауэлл («Ночь охотника», Роберт Митчем)                                                   |
| 30 | Люк Джексон («Хладнокровный Люк», Пол Ньюман)                                            | Тревис Бикл («Таксист», Роберт де Ниро)                                                                        |
| 31 | Эрин Брокович («Эрин Брокович», Джулия Робертс)                                          | Миссис Денверс («Ребекка», Джудит Андерсон)                                                                    |
| 32 | Филип Марлоу («Глубокий сон», Хамфри Богарт)                                             | Бонни Па́ркер и Клайд Бэрроу («Бонни и Клайд», Фэй Данауэй и Уоррен Битти)                                      |
| 33 | Мардж Гандерсон («Фарго», Фрэнсис Макдорманд)                                            | Граф Дракула («Дракула», Бела Лугоши)                                                                          |
| 34 | Тарзан («Тарзан — человек-обезьяна», Джонни Вайсмюллер)                                  | Доктор Кристиан Зелль («Марафонец», Лоренс Оливье)                                                             |
| 35 | Элвин Йорк («Сержант Йорк», Гэри Купер)                                                  | Дж. Дж. Ханзекер («Сладкий запах успеха», Берт Ланкастер)                                                      |
| 36 | Рустер Когберн («Настоящее мужество», Джон Уэйн)                                         | Фрэнк Бут («Синий бархат», Деннис Хоппер)                                                                      |
| 37 | Оби-Ван Кеноби («Звёздные войны. Эпизод IV: Новая надежда», Алек Гиннесс)                | Гарри Лайм («Третий человек», Орсон Уэллс)                                                                     |
| 38 | Бродяга («Огни большого города», Чарли Чаплин)                                           | Цезарь Энрико Банделло («Маленький Цезарь», Эдвард Голденберг Робинсон)                                        |
| 39 | Лесси («Лесси возвращается домой», пёс Пэл)                                              | Круэлла Де Виль («Сто один далматинец», голос — Бетти Лу Джерсон)                                              |
| 40 | Фрэнк Серпико («Серпико», Аль Пачино)                                                    | Фредди Крюгер («Кошмар на улице Вязов», Роберт Инглунд)                                                        |
| 41 | Артур Чиппинг («Прощайте, мистер Чипс», Питер О'Тул)                                     | Актриса Джоан Кроуфорд («Дорогая мамочка», Фэй Данауэй)                                                        |
| 42 | Отец Эдвард Дж. Флэнеган («Город мальчиков», Спенсер Трейси)                             | Том Пауэрс («Враг общества», Джеймс Кэгни)                                                                     |
| 43 | Моисей («Десять заповедей», Чарлтон Хестон)                                              | Регина Гидденс («Лисички», Бетт Дейвис)                                                                        |
| 44 | Джимми 'Попай' Дойл («Французский связной», Джин Хэкмен)                                 | Бэби Джейн Хадсон («Что случилось с Бэби Джейн?», Бетт Дейвис)                                                 |
| 45 | Зорро («Знак Зорро», Тайрон Пауэр)                                                       | Джокер («Бэтмен», Джек Николсон)                                                                               |
| 46 | Бэтмен («Бэтмен» (1989), Майкл Китон)                                                    | Ганс Грубер («Крепкий орешек», Алан Рикман)                                                                    |
| 47 | Карен Силквуд («Силквуд», Мерил Стрип)                                                   | Тони Камонте («Лицо со шрамом», Пол Муни)                                                                      |
| 48 | Терминатор («Терминатор 2: Судный день», Арнольд Шварценеггер)                           | Болтун («Подозрительные лица», Кевин Спейси)                                                                   |
| 49 | Эндрю Беккет («Филадельфия», Том Хэнкс)                                                  | Аурик Голдфингер («Голдфингер», Герт Фрёбе)                                                                    |
| 50 | Максимус («Гладиатор» (2000), Рассел Кроу)                                               | Алонсо Харрис («Тренировочный день», Дензел Вашингтон)                                                         |